# 湯加簽證政策
外國公民入境汤加前必須取得签证，除享有落地簽證資格的國家的公民外。簽證申請必須送至位於努库阿洛法的總入境事務主任（Principal Immigration Officer）處。入境旅客的护照均須有6個月以上有效期。

## 分布地圖

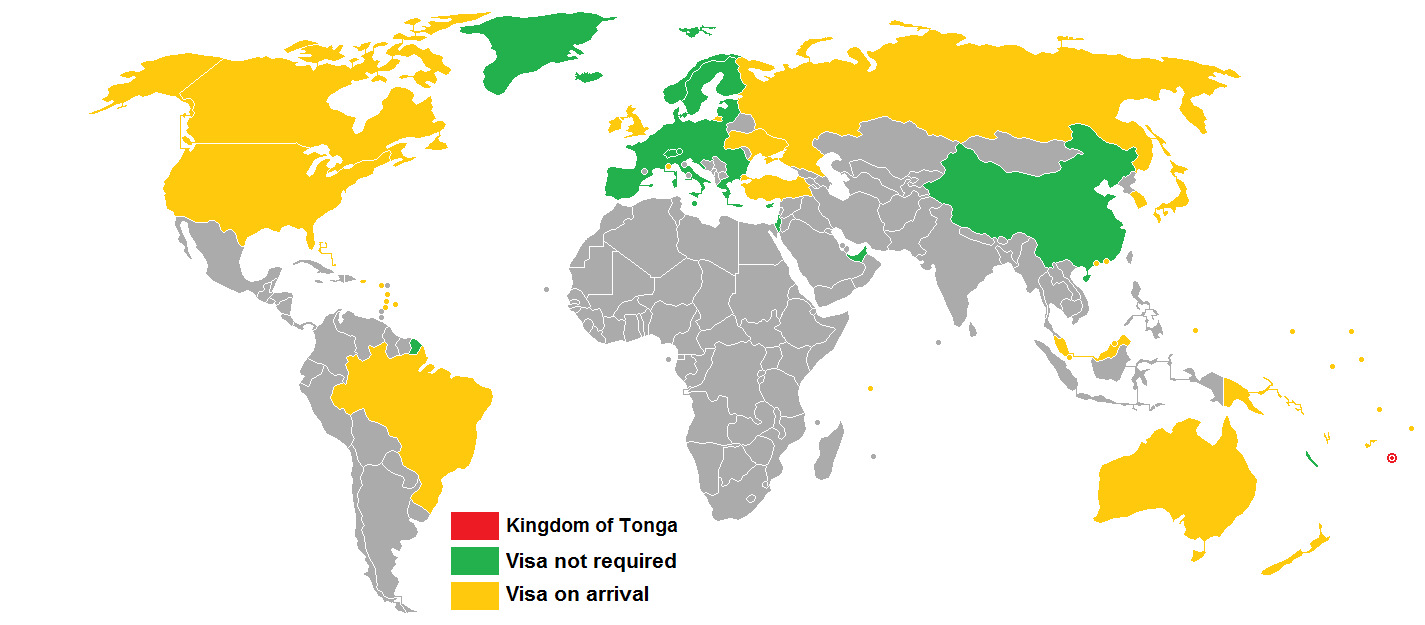
湯加簽證政策
湯加
免簽證
落地簽證
需要簽證

## 免签证
- 欧盟国家：根据2015年11月20日签订的双边协议，欧盟国家公民每180天可在汤加免签证停留最多90天，反之亦然。[1]
- 中华人民共和国：根据2016年6月9日签订的双边协议，中国公民可在汤加免签证停留最多30天，反之亦然。该协于2016年8月19日生效。[2][3]
- 以色列：免签证停留最多90天
- 阿联酋 免签证停留最多60天
- 挪威 每180天可在汤加免签证停留最多90天
- 冰島 每180天可在汤加免签证停留最多90天

## 落地签证
下列国家公民可办理最多可停留31天（可延长至6个月）的落地签证。
| - 巴哈马 - 巴西 - 加拿大 - 中国# - 香港 - 澳門 - 多米尼克 - 斐济 - 愛爾蘭 - 以色列 - 日本 - 基里巴斯 - 马来西亚 - 马绍尔群岛 - 密克羅尼西亞聯邦 - 摩納哥 | - 瑙鲁 - 新西兰 - 帛琉 - 俄羅斯 - 圣基茨和尼维斯 - 圣卢西亚 - 萨摩亚 - 塞舌尔 - 新加坡 - 所罗门群岛 - 土耳其 - 乌克兰 - 英国 - 美国 |  |

# - 仅限外交和公务护照持有者

## 外部連結
- 湯加駐舊金山總領事館（英文）